# راؤول كامارا
راؤول ميغيل كامارا (بالإسبانية: Raúl Cámara)‏ (من مواليد 28 فبراير 1984 في مدريد) هو لاعب كرة قدم محترف إسباني الذي يلعب لنادي تينيريفي في مركز المدافع (الأيمن أو الأيسر).

## وصلات خارجية
- راؤول كامارا على موقع قاعدة بيانات كرة القدم.إي يو (الإنجليزية)
- راؤول كامارا على موقع Soccerway.com (الإنجليزية)
- راؤول كامارا على موقع AS.com (الإسبانية)

- Xerez official profile (بالإسبانية)
- BDFutbol profile
- Futbolme profile (بالإسبانية)
- Transfermarkt profile